# شاخوو
شاخوو (انگلیسی: Shakhovo) یک شهرک در بخش پروخوروفسکی استان بلگورود کشور روسیه است.